# Comuna Malașivți, Zboriv
Malașivți (în ucraineană Малашівці) este o comună în raionul Zboriv, regiunea Ternopil, Ucraina, formată din satele Ivankivți și Malașivți (reședința).

## Demografie
Componența lingvistică a comunei Malașivți
     Ucraineană (100%)
Conform recensământului din 2001, toată populația comunei Malașivți era vorbitoare de ucraineană (100%).